# Златко Павловић
Златко Павловић (Доња Трамошња, Сански Мост, 11. фебруар 1969) је доктор педагошких наука и редовни је професор  на Филозофском факултету Универзитета у Источном Сарајеву .

## Биографија
Уписао је Филозофски факултет у Сарајеву 1988. године, а због ратних околности основне студије наставља на Филозофском факултету Универзитета у Источном Сарајеву, гдје дипломира 1995. године на смјеру Педагогија и психологија. На Филозофском факултету Универзитета у Бањој Луци  брани магистарски рад на тему „Имплицитне теорије о учењу и школски успјех код ученика завршних разреда основне школе“, 2002. године. Докторирао је 2006. године са темом „Циљне оријентације у учењу“. 
Од 1996. године запослен као асистент на Филозофском факултету Универзитета у Источном Сарајеву , на којем је редовни професор педагогије од 2017. године, .

## Хобији и занимања
У слободно вријеме бави се фотографијом, карикатуром и шахом .

## Истакнути радови
- Z. Pavlović, S. Kaurin, B. Sladoje - Bošnjak, "Development of emotional competence in exam situations with students who achieve different academic success and study different study programs", European Journal of Education Studies, Vol. 8, No. 2, pp. 305 – 317, 2021  [4]
- Z. Pavlović, S. Kaurin, B. Sladoje Bošnjak, "Development of emotional competence in exam situations with students who achieve different academic success and study different study programs. European Journal of Educaion Studies", European Journal of Educaion Studies Bukurešt, Vol. v.8., No. n.2., 2021 [5]
- Z. Pavlović, "Склоност ка неоправданом аналогијском трансферу", Зборник Института за педагошка истраживања, Vol. 53, No. 1, pp. 151 - 182, 2021 [6]
- Z. Pavlović, "Analogije u udžbenicima fizike za završni razred osnovne škole", Zbornik instituta za pedagoška istraživanja, No. 48, pp. 70-86, 2016
- Z. Pavlović, S. Kaurin, "Спонтана примјена аналогија у објашњавању појмова код будућих наставника", Зборник Института за педагошка истраживања, Vol. 50, No. 2, pp. 229 – 246, 2018.